# Rochester and Southern Railroad
Die Rochester & Southern Railroad (AAR-reporting mark: RSR) ist eine amerikanische Class-3 local railroad-Bahngesellschaft im Nordwesten des US-Bundesstaats New York. Das Tochterunternehmen der Genesee & Wyoming Inc. besitzt Bahnstrecken mit einer Gesamtlänge von 105 km und betreibt darauf Schienengüterverkehr.

## Geschichte
Mitte der 1980er-Jahre verkauften die in CSX Transportation zusammengeschlossenen und noch als Chessie System auftretenden Bahngesellschaften mehrere schwach genutzte Nebenstrecken. Die lokal ansässige Genesee & Wyoming Inc. (G&W) vereinbarte 1985 mit CSX bzw. dessen Tochterunternehmen Baltimore and Ohio Railroad die Übernahme der 165 km (103 Meilen) langen B&O-Rochester branch. Dabei handelt es sich um eine rund 150 km lange Strecke der 1932 von der B&O erworbenen Buffalo, Rochester and Pittsburgh Railway (BR&P) vom Großraum Rochester südwestlich über Caledonia nach Ashford im Cattaraugus County mit Verzweigungen in Rochester. In Rochester, Silver Springs und Machias (Cattaraugus County) bestand Übergang zu Conrail, in Ashford zu CSX. Die G&W gründete für ihre Neuerwerbung eine Tochtergesellschaft, die Rochester & Southern Railroad (RSR). Der Betreiberwechsel von CSX auf die RSR erfolgte am 21. Juli 1986.
Teil der Transaktion waren zunächst auch 20 km RSR-Trackage Rights auf CSX-Infrastruktur von Ashland bis Salamanca, wo die Güterwagen mit CSX getauscht wurden. Dieser Abschnitt wurde jedoch am 19. Juli 1988 mit der gesamten CSX/B&O-Strecke von Buffalo nach Eidenau (Butler County) bei Pittsburgh ebenfalls an G&W verkauft und in die neue G&W-Gesellschaft Buffalo & Pittsburgh Railroad (BPRR) überführt.
Während die RSR auf der nördlichen Hälfte ihrer Infrastruktur Frachtkunden halten und neu gewinnen konnte, gab es auf dem südwestlichen Abschnitt kaum lokal ansässige Kunden. Der Streckenabschnitt zwischen Silver Springs (Wyoming County) und Machias wurde daher 1990 außer Betrieb genommen. Für den schwach genutzten, nicht mehr mit dem Rest der RSR-Strecke verbundenen 16,8 km langen Abschnitt Machias–Ashford beantragte die RSR am 1. Juni 1998 bei der zuständigen Aufsichtsbehörde STB ebenfalls die Stilllegung. Der Antrag wurde jedoch abgelehnt. Nachdem die Conrail-Verbindung zwischen Buffalo und Machias 1999 zur Norfolk Southern Railway (NS) gelangte, begann die BPRR ihre Züge auf Basis bereits zu Conrail-Zeiten bestehender Trackage Rights über diese Route und das anschließende RSR-Streckenstück zu führen, während die eigene parallele Verbindung Buffalo–Ashford über Springville weitgehend aufgegeben wurde. G&W führt die Strecke Machias–Ashford inzwischen als Teil der BPRR.
2003 übernahm die RSR den Betrieb der ebenfalls zur G&W-Firmengruppe zählenden Genesee and Wyoming Railroad (GNWR) mit deren Bahnverbindung von Caledonia nach Dansville.

## Infrastruktur

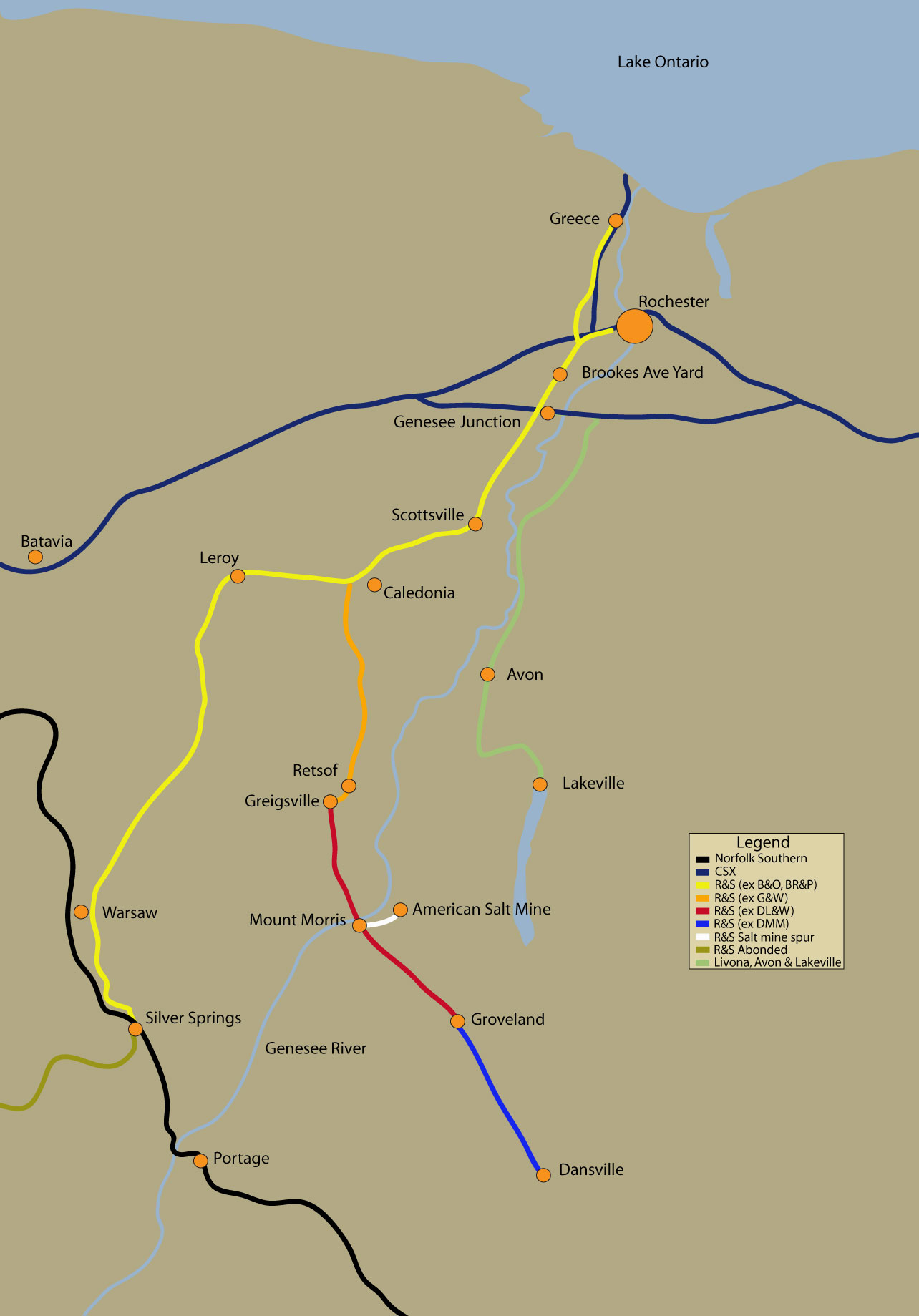
Karte des heutigen Streckennetzes der Rochester & Southern Railroad sowie der benachbarten LAL, aufgeschlüsselt nach Vorgänger-Gesellschaften

Ausgangspunkt der RSR-Güterzüge in Rochester ist meist Brooks Avenue Yard im Südwesten der Stadt. Zur Water Level Route der früheren New York Central Railroad bestehen zwei Verbindungen: Eine Verknüpfung im Stadtzentrum zur Rochester Subdivision und eine im Bahnhof und gleichnamigen Weiler Genesee Junction an der West Shore Subdivision. Der Wagentausch mit dem heutigen Betreiber der Water Level Route, CSX Transportation, erfolgt vorrangig in Genesee Junction. Erst seit Übernahme der bis dato von Conrail betriebenen Water Level Route durch CSX am 1. Juni 1999 dürfen dort ferner die RSR und die Livonia, Avon and Lakeville Railroad (LAL) Güterwagen austauschen, nachdem der LAL Trackage Rights innerhalb des CSX-Bahnhofs gewährt wurden.
Nördlich des Brooks Avenue Yards verzweigen sich die Strecken der RSR: Die so genannte Belt Line führt am Stadtzentrum vorbei bis in den Nachbarort Greece, während die Lincoln Park Line etwa vier Kilometer Richtung Osten führt. Bis 1996 bestand eine Verbindung von der Lincoln Park Line zu einem als Anschlussgleis genutzten Teil der 1956 für den Personenverkehr eingestellten U-Bahn von Rochester.
Vom Brooks Avenue Yard Richtung Südwesten führt die Hauptstrecke der RSR 76 km über Caledonia und Warsaw nach Silver Springs. Dort besteht eine Verknüpfung zur Southern Tier Line, die seit der Conrail-Teilung 1999 von der Norfolk Southern Railway (NS) betrieben, jedoch auch von der Canadian Pacific Railway (CP) genutzt wird. Die RSR tauscht in Silver Springs mit beiden Bahngesellschaften Güterwagen aus und besitzt ferner Haulage Rights auf der Southern Tier Line von Silver Springs nach Buffalo, um die BPRR und Canadian National zu erreichen.
Die Strecke der Genesee and Wyoming Railroad (G&W) zweigt in P&L Junction in Caledonia von der RSR-Hauptstrecke ab und führt über Retsof, Mount Morris und Groveland nach Dansville. Während der Abschnitt von Caledonia bis Greigsville nahe Retsof ab 1899 durch die GNWR bzw. deren direkte Vorgängerfirma erbaut worden war, ist die Teilstrecke von Greigsville bis Groveland ein Abschnitt der früheren Delaware, Lackawanna and Western Railroad, der 1976 zu Conrail und 1985 zur GNWR gelangte. Das anschließende 12,5 km lange Stück bis Dansville ist der verbliebene Teil der Dansville and Mount Morris Railroad (DMM).

## Verkehr
Der Güterverkehr der RSR umfasst vor allem Transporte von Salz, Stahlprodukten und -schrott, Baumaterial, Chemikalien, Mineralölprodukten, Papier, Holz und landwirtschaftlichen Produkten. Zu den wichtigsten Kunden zählen neben Anschlussgleisen in Rochester die Salzbergwerke in Retsof (bis 1995) und Mount Morris (Hampton Corners; ab 2001). Neben Gleisanschlüssen werden auch eigene Ladegleise (Team Tracks/Transload) bedient.
Zur Beförderung standen der RSR 2010 einschließlich der von der GNWR übernommenen Fahrzeuge zwölf Diesellokomotiven der Typen EMD GP9, EMD GP38, EMD GP40, EMD SW1001 und EMD MP15DC zur Verfügung.